# Oskar Kunhenn
Oskar Kunhenn war ein deutscher Architekt, der im ersten Viertel des 20. Jahrhunderts einige bedeutende Wohn- und Verwaltungsbauten in Essen entwarf.

## Leben
Oskar Kunhenn war seit den 1890er Jahren als Architekt in Essen tätig. Später führte er gemeinsam mit Max Büssing das Büro Kunhenn & Büssing. Er war Mitglied im Bund Deutscher Architekten (BDA). Oskar Kunhenn starb 1936 im Alter von 64 Jahren in Essen.

## Bauten und Entwürfe

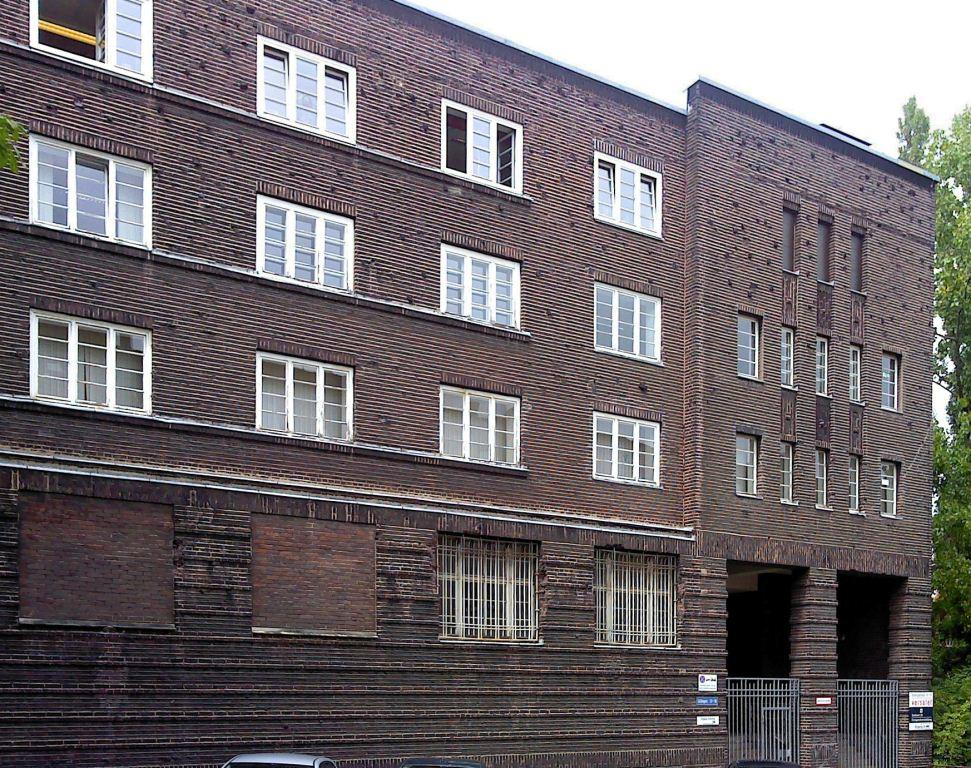
Ehem. Leihamt Essen (1921)

Ehem. Villa Fritz von Waldthausen (1922–1923)

- 1895: Alte Apotheke in Bottrop, Hochstraße 32[1]
- 1899: Wohn- und Geschäftshaus mit Varieté Wolff’s Colosseum in Essen-Mitte, Kopstadtplatz
- 1901–1902: Rathaus Bredeney in (Essen-)Bredeney, Bredeneyer Straße 131 (unter Denkmalschutz)[2]
- 1902: Villa Abel in Mülheim an der Ruhr, Kassenberg 76[3]
- vor 1905: Wohnhaus Mozartstraße 8 in Essen[4]
- 1908: Wettbewerbsentwurf für das neue Logenhaus der Freimaurer-Loge „Alfred zur Linde“ in Essen (prämiert mit dem 1. Preis)[5]
- 1910–1912: Kaiser-Wilhelm-Ledigenheim (später: Haus der Begegnung) in Essen-Stadtkern, Weberplatz 1[6] (2023 niedergelegt)
- 1912: Wohnhausgruppe für den Bauverein „Eigenheim“ eGmbH im Moltkeviertel in Essen, Weißbachstraße 1, Messelstraße 18, 20 und 22 in Essen[7] (unter Denkmalschutz)[8]
- 1913: Wohnhaus für den Bauverein „Eigenheim“ eGmbH im Moltkeviertel in Essen, Weißbachstraße 2 (unter Denkmalschutz)[9]
- vor 1915: Wettbewerbsentwurf für eine Mittelschule in Hochemmerich[7]
- vor 1915: Entwurf für eine „Evangelische Kirche in der Industriegegend“[7]
- vor 1915: Mehrfamilienwohnhaus-Bebauung für die Gewerkschaft „Viktoria Mathias“ in Essen, Nordviertel[7]
- vor 1915: Geschäftshaus für O. Küllenberg in Essen-Mitte, Kopstadtplatz 8[7] (nicht erhalten)
- vor 1915: Wettbewerbsentwurf eines Geschäftshauses für die Grundbesitzer-Gesellschaft in Essen[7]
- vor 1915: Wohnhaus Radermacher in Essen-Mitte, Maxstraße 16[7]
- vor 1915: Wohnhaus Friedrich Arens in Essen-Rüttenscheid, Pelmanstraße 6[7]
- vor 1915: eigenes Wohnhaus im Moltkeviertel in Essen, Semperstraße 8[7]
- vor 1915: Wohnhausgruppe Beermann in Essen, Wolfgangstraße[7]
- vor 1915: Landhaus von Bergassessor Otto Krawehl (der Sohn Ernst Krawehl) in (Essen-)Heisingen[7]
- 1921: städtisches Leihamt in Essen, Söllingstraße 13/15 (unter Denkmalschutz)[10]
- 1922–1923: Villa Waldthausen für den Bankier Fritz von Waldthausen in Essen-Bredeney, Markuspfad 3/5 (unter Denkmalschutz)[11]
- 1925: Wohnhaus Schinkelstraße 34 im Moltkeviertel in Essen (später bewohnt durch Gustav Heinemann; unter Denkmalschutz)[12]
- 1925: Verwaltungsgebäude, Lager und Wohnbebauung für die Großeinkaufsverband „Nürnberger Bund“ eGmbH in Essen-Bergerhausen, Schürmannstraße 26–30 (unter Denkmalschutz)[13]